# بخش لیکوما

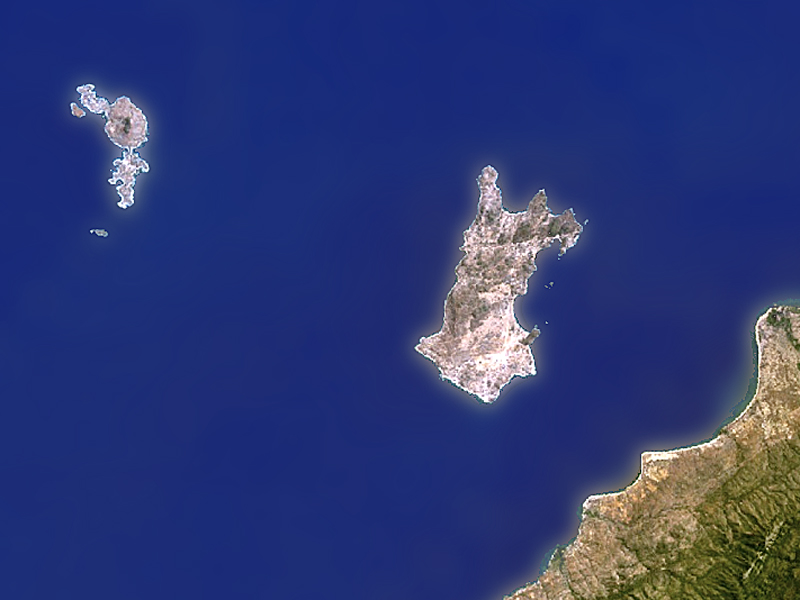
تصور ماهواره‌ای از جزایر دوگانه بخش لیکوما

بخش لیکوما (انگلیسی: Likoma District) یکی از بخش‌های کشور مالاوی است که شامل دو جزیره کوچک در دریاچه مالاوی می‌شود.
این بخش ۱۸ کیلومتر مربع مساحت و ۱۳٬۰۰۰ نفر جمعیت دارد و مرکز آن جزیره لیکوما می‌باشد.

## جزیره‌ها
- جزیره لیکوما
- جزیره چیزومولو